# Mexikanische Nusskiefer
Die Mexikanische Nusskiefer (Pinus cembroides) ist ein großer, immergrüner Nadelbaum aus der Gattung der Kiefern (Pinus) mit meist zu dritt wachsenden und 3 bis 6 Zentimeter langen Nadeln. Die Samenzapfen erreichen meist eine Länge von 3 bis 5 Zentimetern.  Die Mexikanische Nusskiefer wird in der Roten Liste der IUCN als nicht gefährdet eingestuft, jedoch gelten zwei ihrer Unterarten als gefährdet beziehungsweise stark gefährdet.

## Beschreibung

### Erscheinungsbild
Die Mexikanische Nusskiefer wächst als immergrüner Strauch oder Baum, der eine Höhe von 15, selten auch bis 25 Metern erreicht. Der Stamm erreicht Brusthöhendurchmesser von 10 bis 80, manchmal auch bis 120 Zentimeter und gabelt sich häufig. Die Stammborke ist grau bis graubraun, dick, rau und schuppig und zerbricht in unregelmäßige, kleine, von flachen Furchen getrennte Platten. Die Äste wachsen ausgebreitet und aufsteigend oder nahe am Boden hängend. Sie bilden bei jungen Bäumen eine dichte, ovale Krone, bei älteren Bäumen eine offene, weit ausgebreitete Krone mit spärlich benadelten Zweigen. Junge Triebe sind unbehaart, manchmal zart warzig, anfangs orangebraun oder leicht blaugrün bereift und färben sich bald grau.

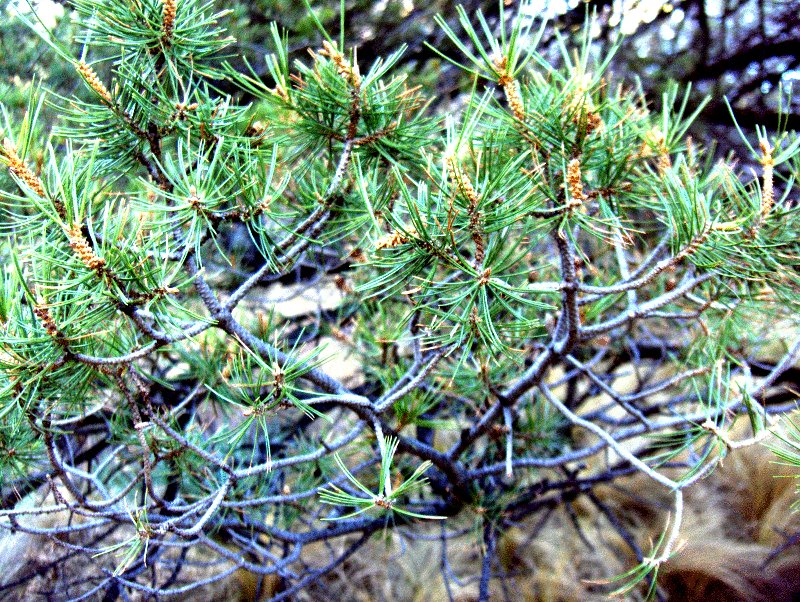
Zweig mit Nadeln

### Knospen und Nadeln
Die Schuppenblätter sind hellbraun, klein, 2 bis 4 Millimeter lang, pfriemförmig oder dreieckig, spitz bis zugespitzt mit unregelmäßig gezacktem Blattrand. Sie fallen früh ab. Die vegetativen Knospen sind hellbraun bis ockerfarben, nicht oder kaum harzig und eiförmig-länglich bis oval-zylindrisch. Endständige Knospen sind 5 bis 8, manchmal bis 10 Millimeter lang und 3 bis 5 Millimeter breit, die seitständigen Knospen sind kleiner. Die Nadeln wachsen meist zu dritt, manchmal paarweise oder zu viert, selten zu fünft in einer kurzen, 4 bis 6 Millimeter langen Nadelscheide aus anfangs blassbraunen bis braunen, sich locker überlappenden Schuppen. Diese biegen sich bald zurück, werden blass strohfarben bis grau und bilden eine kleine Rosette an der Basis des Nadelbündels, die jedoch noch vor den Nadeln abfällt. Die Nadeln sind meist gebogen, seltener gerade, biegsam oder manchmal steif, manchmal nur 2, meist 3 bis 6 und selten bis 8 Zentimeter lang und selten ab 0,6, meist 0,7 bis 1 und manchmal bis 1,2 Millimeter breit. Sie sind ganzrandig, das Ende ist spitz bis zugespitzt oder stechend. Sie sind unterschiedlich matt grün bis glaukgrün gefärbt, die adaxialen Seiten können auch weiß sein. Die Nadeln bilden manchmal Harztropfen. Meist zeigen alle Seiten Spaltöffnungslinien, nur bei einer Varietät sind sie auf die adaxialen Seiten beschränkt. Auf den adaxialen Seiten sind es zwei bis drei oder manchmal vier, falls auf der abaxialen Seite Spaltöffnungslinien auftreten sind es zwei, drei oder selten vier. Es werden meist zwei Harzkanäle, seltener nur einer gebildet. Die Nadeln bleiben meist vier bis fünf, manchmal nur drei oder bis sieben Jahre am Baum.

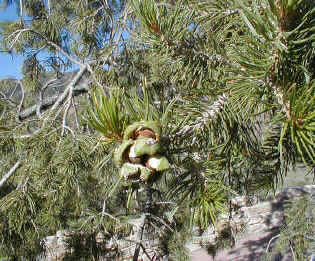
Zweig mit Nadeln und Zapfen

### Zapfen und Samen
Die Pollenzapfen sind gelblich, klein, 5 bis 10 Millimeter lang, bei Durchmessern von etwa 3 Millimetern.
Die Samenzapfen wachsen einzeln, paarweise oder selten in Wirteln zu dritt auf sehr kurzen 3 bis 5, manchmal bis 8 Millimeter langen Stielen, die mit dem Zapfen abfallen. Ausgewachsene Zapfen erscheinen sitzend und sind oft harzig. Sie sind mit geschlossenen Samenschuppen unregelmäßig kugelförmig oder ei-kugelförmig, mit geöffneten Schuppen unregelmäßig geformt mit abgeflachter Basis und häufig breiter als lang. Sie werden ab 2, meist 3 bis 5 und selten bis 7,5 Zentimeter lang und haben Durchmesser von 3 bis 6, selten bis 7 Zentimeter. Die meist 20 bis 40, selten auch bis 50 Samenschuppen öffnen sich weit und haben nur eine schwache Verbindung zur Achse, sie können daher leicht entfernt werden. Sie sind 15 bis 20 Millimeter breit und haben eine oder zwei tiefe Einbuchtungen, welche die Samen enthalten. Die Apophyse ist erhöht, im Umriss unregelmäßig rhombisch bis fünfeckig, von gelblich grün bis ockerfarben und rotbraun gefärbt und manchmal glänzend. Der Umbo liegt dorsal und ist flach oder erhöht, gebogen und mit einem kleinen Stachel bewehrt.
Die Samen sind graubraun bis schwarzgrau oder hellbraun, schief verkehrt eiförmig, 10 bis 16 Millimeter lang und 6 bis 10 Millimeter breit. Das Integument ist mit 0,5 bis 1, selten auch 1,1 Millimeter vergleichsweise dick, der Gametophyt rosafarben oder weiß. Samenflügel fehlen.

### Chromosomenzahl
Die Chromosomenzahl beträgt 2n = 24.

## Verbreitung, Ökologie und Gefährdung

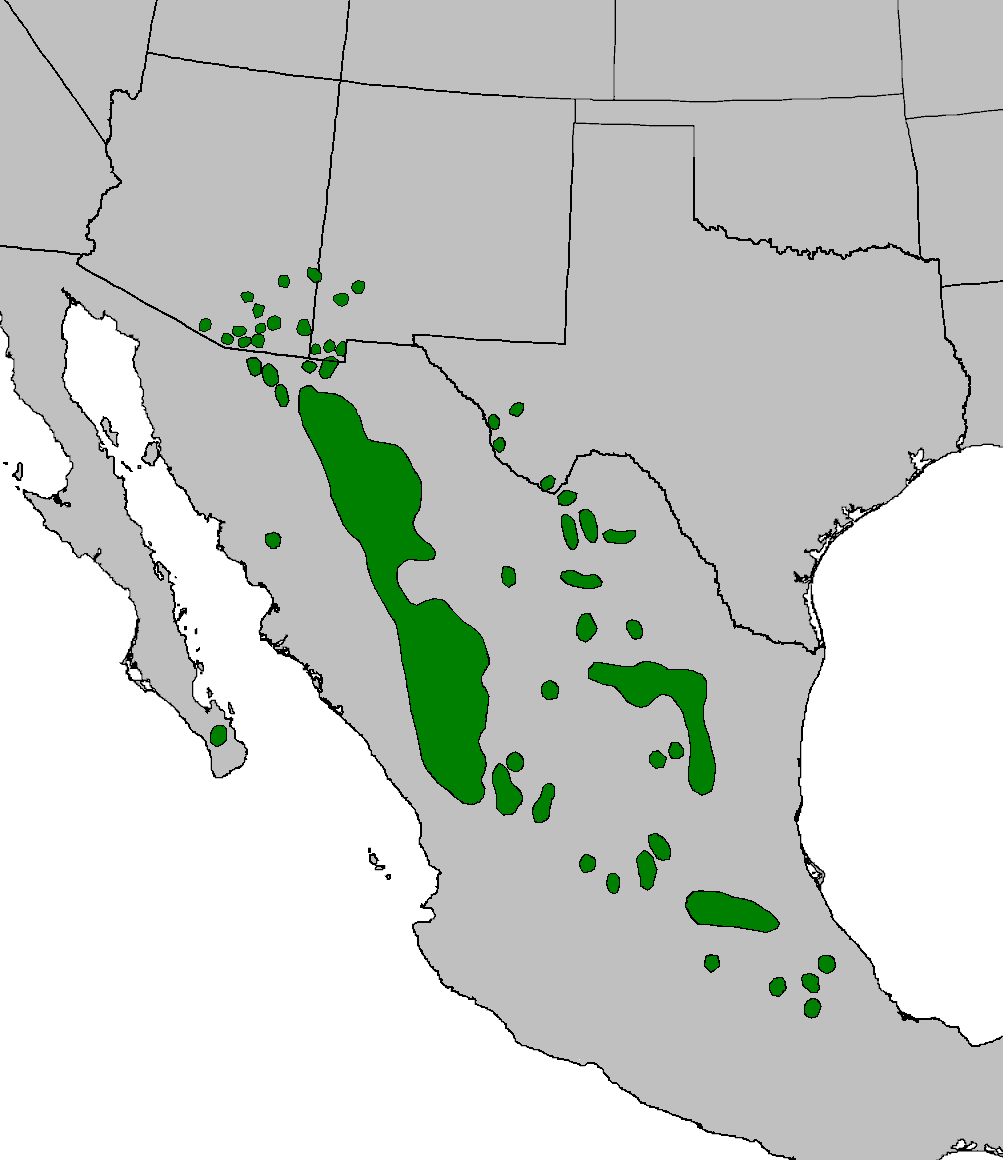
Verbreitungsgebiet

Das natürliche Verbreitungsgebiet der Mexikanischen Nusskiefer liegt in Mexiko und erstreckt sich von der Sierra Madre Occidental und der Sierra Madre Oriental bis in den Süden Zentral-Mexikos, Bestände gibt es auch im Süden der Baja California. In den Vereinigten Staaten wächst sie natürlich nur nahe der Grenze zu Mexiko im Südosten von Arizona, im Südwesten von New Mexico und im Südwesten von Texas.
In großen Teilen des Verbreitungsgebiets findet man sie in der Übergangszone zwischen wüstenartigen und halbwüstenartigen Tälern und Hochflächen und den darüber liegenden Kiefer-Bergwäldern mit höheren Niederschlagsraten. Sie wächst in Höhen ab 800, meist jedoch 1500 bis 2600 und selten bis 2800 Metern, wobei sie im Südosten des Verbreitungsgebiets die höchsten Lagen erreicht. Der Untergrund ist sehr unterschiedlich und variiert zwischen alluvialen Bajadas bis zu Vulkangestein. Die Mexikanische Nusskiefer bildet offenes Waldland entweder im Reinbestand oder zusammen mit verschiedenen Wacholderarten (Juniperus spp.), mit Pinus nelsonii, Pinus pinceana, verschiedenen Eichenarten (Quercus spp.), Vertretern der Palmlilien (Yucca), der Agaven (Agave), Vertretern der Kakteengewächse (Cactaceae), beispielsweise mit Opuntien (Opuntia), den Bärentrauben (Arctostaphylos), den Säckelblumen (Ceanothus), den Erdbeerbäumen (Arbutus) und anderen Strauchgehölzen heißer, trockener Gebiete. In höheren oder feuchteren Gebieten ist sie Teil gemischter Eichen-Kiefern-Wälder, wo sie beispielsweise zusammen mit Pinus engelmannii, Pinus leiophylla var. chihuahuana, und im Südosten des Verbreitungsgebiets mit Pinus pseudostrobus wächst. Das Klima ist warm und trocken. Die jährliche Niederschlagsmenge reicht von 380 bis 650 Millimeter mit einer sieben bis acht Monate langen Trockenperiode. Frost kann in den höheren Lagen auftreten, ist jedoch selten. Das Verbreitungsgebiet wird der Winterhärtezone 7 zugerechnet mit mittleren jährlichen Minimaltemperaturen von −17,7 bis −12,3 °Celsius (0 bis 10 °Fahrenheit). Für die Unterart Pinus cembroides subsp. lagunae liegt das Verbreitungsgebiet wahrscheinlich in Winterhärtezone 9 mit mittleren jährlichen Minimaltemperaturen von −6,6 bis −1,2 °Celsius (20 bis 30 °Fahrenheit).
Die Wälder mit der Mexikanischen Nusskiefer beherbergen Tiere wie den Weißwedelhirsch (Odocoileus virginianus), den Gabelbock (Antilocapra americana), das Felsenziesel (Spermophilus variegatus), das Berg-Baumwollschwanzkaninchen (Sylvilagus nuttallii) und den Ferkelskunk (Conepatus leuconotus). Die Samen werden von Meleagris gallopavo merriami, einer Unterart der Truthühner, vom Arasittich (Rhynchopsitta pachyrhyncha) und vom Maronenstirnsittich (Rhynchopsitta terresi), von Schwarzbären (Ursus americanus), Stachelschweinen (Hystricidae), Hörnchen (Sciuridae), beispielsweise Streifenhörnchen (Tamias), und anderen kleinen Säugern und Vögeln gefressen. Von Juli bis September ernähren sich auch Halsbandpekaris (Pecari tajacu) davon.
Die Samen sind flügellos und von der Verbreitung durch Vögel und Nagetiere abhängig. So verstecken der Florida-Buschhäher (Aphelocoma coerulescens) und der Nacktschnabelhäher (Gymnorhinus cyanocephalus) häufig die Samen, was zur Ausbreitung der Kiefer beiträgt, wenn sie nicht mehr gefunden werden.
Die Mexikanische Nusskiefer wird durch den Rostpilz Cronartium occidentale und durch die Zwergmistel Arceuthobium divaricatum befallen. Bei Befall mit der Zwergmistel vermindern sich Wachstum und Samenproduktion, die Bäume sterben häufiger ab und sind auch anfälliger gegen Krankheiten.
In der Roten Liste der IUCN wird Pinus cembroides als nicht gefährdet („Least Concern“) eingestuft. Die Art ist in Mexiko weit verbreitet und Ausläufer des Verbreitungsgebiets reichen bis in drei Staaten der USA. Trotzdem werden zwei der Unterarten, Pinus cembroides subsp. lagunae und Pinus cembroides subsp. orizabensis, als gefährdet geführt, sie machen jedoch nur einen kleinen Teil des Gesamtbestands aus. Im Verbreitungsgebiet der Art gibt es nur selten Brände und die Bäume werden aufgrund der geringen Größe nur selten gefällt. Einige Standorte befinden sich in geschützten Gebieten.

## Systematik und Forschungsgeschichte
Die Mexikanische Nusskiefer (Pinus cembroides) ist eine Art aus der Gattung der Kiefern (Pinus), in der sie der Untergattung Strobus, Sektion Parrya, Untersektion Cembroides zugeordnet ist. Die Art wurde 1832 von Joseph Gerhard Zuccarini in Abhandlungen der Mathematisch-Physikalischen Classe der Königlich Bayerischen Akademie der Wissenschaften erstbeschrieben. Der Gattungsname Pinus wurde schon von den Römern für mehrere Kiefernarten verwendet. Das Artepitheton cembroides verweist auf die Ähnlichkeit der Art mit der Zirbelkiefer (Pinus cembra).
Die Systematik von Pinus cembroides ist umstrittener als wahrscheinlich bei allen anderen Kiefernarten. Die Art hat ein großes Verbreitungsgebiet und ist sehr variabel. Früher wurden alle kleinzapfigen Kiefern der Untersektion Cembroides in Mexiko und den Vereinigten Staaten dieser Art zugerechnet, später wurden Kiefern mit Nadelbündeln aus meist ein, zwei, vier oder fünf Nadeln als eigene Arten beschrieben. Synonyme der Art lauten Pinus llaveana Schiede ex Schltdl. und Pinus osteosperma Engelm.
Aljos Farjon unterscheidet 2010 in A Handbook of the World's Conifers folgende drei Unterarten und zwei Varietäten:
- Pinus cembroides subsp. cembroides mit zwei Varietäten:
  - Pinus cembroides subsp. cembroides var. cembroides
  - Pinus cembroides subsp. cembroides var. bicolor Little
- Pinus cembroides subsp. lagunae (Rob.-Pass.) D.K.Bailey
- Pinus cembroides subsp. orizabensis D.K.Bailey

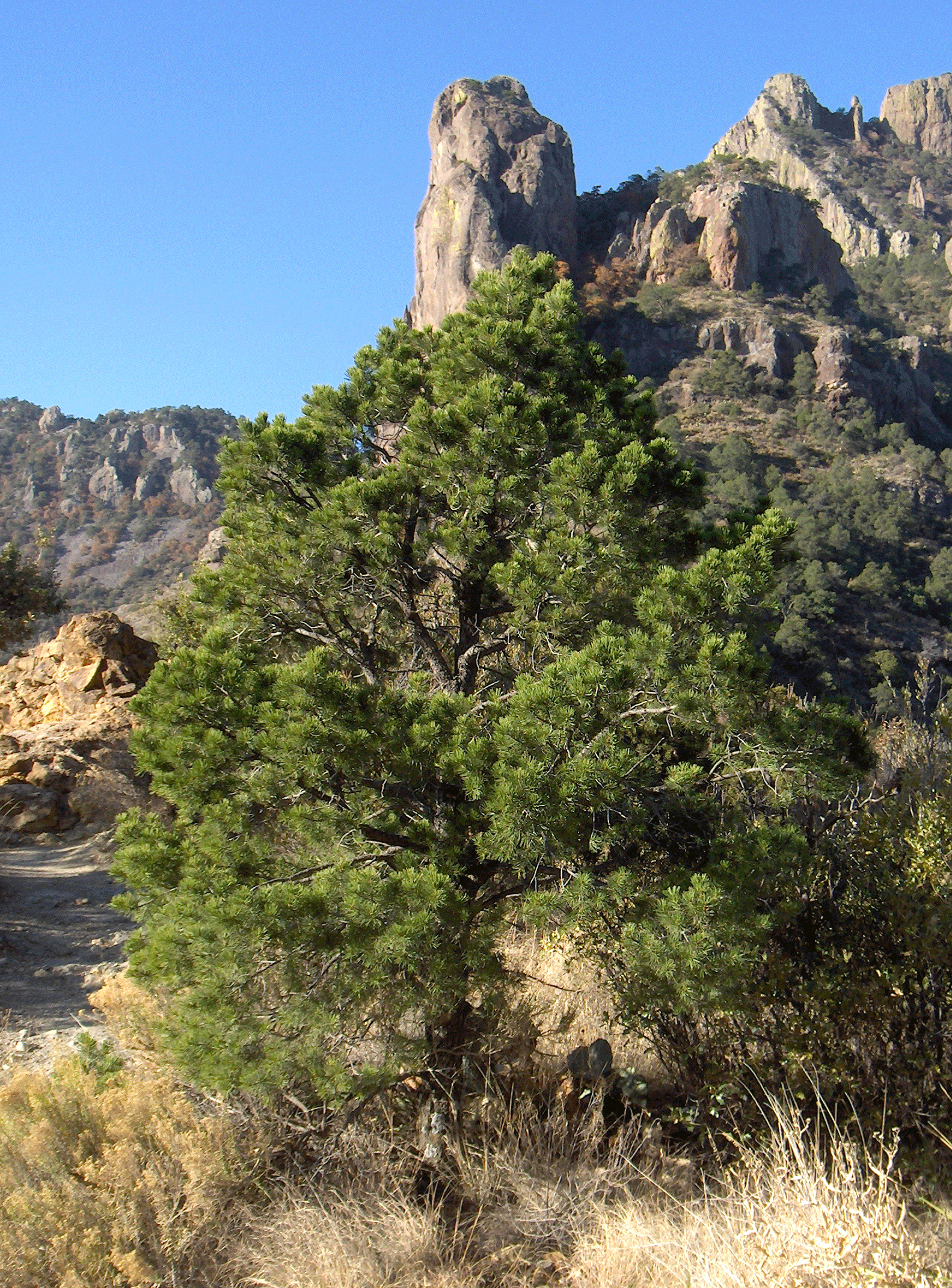
Mexikanische Nusskiefer im Big-Bend-Nationalpark

Robert Kral unterscheidet 1993 in der Flora of North America weder Unterarten noch Varietäten und stellt die von Farjon als eigene Art Pinus remota beschriebenen Bäume, neben den Vertretern der Varietät bicolor zu Pinus cembroides. James E. Eckenwalder sieht 2009 in Conifers of the World die Vertreter von Pinus cembroides subsp. lagunae als eigene Art Pinus lagunae (Rob. Pass.) Passini und ordnet die Vertreter der Varietät bicolor als Varietät Pinus culminicola var. bicolor (E.Little) Eckenwalder der Art Pinus culminicola zu.

## Unterarten und Varietäten

### Pinus cembroidessubsp.cembroidesvar.cembroides
Es handelt sich um kleine Bäume die eine Höhe von 10 bis 15 Meter erreichen. Die Nadeln wachsen zu zweit oder zu dritt, sie sind biegsam oder manchmal steif, selten ab 2 meist 3 bis 5 und manchmal bis 6,5 Zentimeter lang und selten ab 0,6 meist 0,7 bis 1,0 Millimeter breit. Ihre Farbe ist variabel und reicht von matt grün bis glaukgrün, letzteres besonders auf den adaxialen Seiten. Die Samen sind 10 bis 13 Millimeter lang und 6 bis 10 Millimeter breit. Das Integument ist 0,6 bis 1 Millimeter dick, der frische Gametophyt rosafarben. Das natürliche Verbreitungsgebiet der Varietät liegt in den Vereinigten Staaten im Südosten von Arizona, im Südwesten von New Mexico und im Südwesten von Texas; in Mexiko im Nordosten von Sonora, in Chihuahua, Coahuila, Durango, Zacatecas, Nuevo Léon, im Westen von Tamaulipas, in San Luis Potosí und Aguascalientes, im Nordosten von Jalisco, im Norden von Guanajuato, in Querétaro, Hidalgo, México, Mexiko-Stadt, Tlaxcala, Veracruz und Puebla.

### Pinus cembroidessubsp.cembroidesvar.bicolor
Die Varietät wächst strauchartig oder als kleiner Baum und erreicht Höhen von 3 bis 12 Metern. Die Nadeln wachsen meist zu dritt, selten paarweise, zu viert oder zu fünft. Sie sind mehr oder weniger steif, meist 2,5 bis 5 und manchmal bis 6 Zentimeter lang und 0,8 bis 1,2 Millimeter breit. Die Farbe ist auf der abaxialen Seite matt grün bis graugrün, auf der adaxialen Seite glaukweiß mit einer grünen Mittelrippe. Die Samen sind 10 bis 12 Millimeter lang und 6 bis 9 Millimeter breit. Das Integument ist 0,5 bis 1 Millimeter dick, der frische Gametophyt ist weiß. Das natürliche Verbreitungsgebiet der Varietät liegt in den Vereinigten Staaten im Südosten von Arizona und im Südwesten von New Mexico; in Mexiko im Nordosten von Sonora, in Chihuahua, Coahuila, Nuevo Léon, im Westen von Tamaulipas, in Durango, Zacatecas und im Norden und Westen von San Luis Potosí. Die Varietät wurde 1968 erstbeschrieben. 1978 wurde sie auch als eigene Art Pinus johannis Rob.-Pass. und 1979 als Pinus discolor D.K.Bailey & Hawksw. beschrieben, 1985 als Varietät Pinus culminicola var. johannis (M.-F.Robert) Silba und Pinus culminicola var. discolor (D.K.Bailey & Hawksw.) Silba ebenfalls zur Art Pinus culminicola gestellt. Das Typusexemplar stammt aus Zacatecas.

### Pinus cembroidessubsp.lagunae
Die Bäume erreichen eine Höhe von 20 bis 25 Metern. Die Nadeln wachsen meist zu dritt, manchmal zu zweit und sehr selten zu viert. Sie sind biegsam, ab 2,5 jedoch meist 4 bis 7 und selten bis 8 Zentimeter lang, ab 0,7 meist 0,8 bis 0,9 Millimeter breit und matt grün bis graugrün. Die Samen sind 10 bis 16 Millimeter lang und 6 bis 10 Millimeter breit. Das Integument ist 0,5 bis 0,8 Millimeter dick, der frische Gametophyt ist rosafarben. Die Pollen werden im Mai und Juni abgegeben. Das natürliche Verbreitungsgebiet liegt in der Sierra de la Laguna in Baja California Sur, Mexiko. Das Gebirge besteht aus Granit und Sedimentgesteinen und erreicht eine Höhe von 2090 Metern. Die Unterart tritt im höheren nördlichen Teil in Höhen von 1600 bis 2050 Metern auf. Am besten wächst sie auf der Hochebene La Laguna auf sandig-lehmigem Untergrund, man findet sie aber auch in Tälern auf Schotter oder Granitgestein oder auf Hängen mit einem Untergrund aus Granit. Sie wächst meist zusammen mit Quercus devia, die im Verbreitungsgebiet häufiger ist als die Kiefer. Außer der Unterart wachsen keine anderen Kiefern in der Baja California Sur. Als Unterholz auf trockenen Hängen wachsen Baumlilienarten (Yucca) und Vertreter der Gattungen Calliandra und Dodonaea. Das Klima ist subtropisch, die jährliche Niederschlagsmenge liegt bei etwa 750 Millimetern, die zu einem großen Teil im Sommer in Gewitterregen niedergehen.
In der Roten Liste der IUCN wird die Unterart als gefährdet („Vulnerable“) geführt. Das Verbreitungsgebiet, abgeschätzt an den Herbarfunden, erstreckt sich über etwa 11 Quadratkilometer, mit zwei bis drei zusammenhängenden Beständen von zusammen mehr als 1000 Bäumen. Das Verbreitungsgebiet ist geschützt und es besteht keine aktuelle Bedrohung durch Fällen von Bäumen, auch aufgrund der schlechten Zugänglichkeit. Jedoch ist die Unterart wegen der geringen Zahl an Bäumen durch sporadisch auftretende Ereignisse gefährdet, aber auch durch Brände, falls sich deren Häufigkeit erhöht, oder durch die Intensivierung der Viehzucht.
Die Unterart wurde 1981 von Marie-Françoise Robert-Passini als Varietät Pinus cembroides var. lagunae Passini erstbeschrieben und 1983 von Dana K. Bailey als Unterart zu Pinus cembroides gestellt. 1987 wurde sie von ihr auch als eigene Art Pinus lagunae (Passini) Passini eingestuft, was jedoch nicht anerkannt ist, der Name ist nur ein Synonym.

### Pinus cembroidessubsp.orizabensis
Die Bäume sind klein und erreichen nur Höhen von 8 bis 10 Metern. Die Nadeln wachsen meist zu dritt, manchmal zu viert und selten paarweise oder zu fünft. Sie sind mehr oder weniger steif, ab 2 jedoch meist 3 bis 5 und selten bis 8 Zentimeter lang, 0,7 bis 1,1 Millimeter breit und matt grün bis graugrün. Die Samen sind 10 bis 14 Millimeter lang und 6 bis 10 Millimeter breit. Das Integument ist 0,1 bis 1,1 Millimeter dick, der frische Gametophyt ist rosafarben. Die Pollen werden wahrscheinlich im Mai und Juni abgegeben. Die Art wächst natürlich in den mexikanischen Bundesstaaten Puebla, Tlaxcala und Veracruz in Höhen von 2100 bis 2800 Metern in einem semiariden Klima. Es ist charakterisiert durch eine lange Trockenperiode von November bis Mai und ausgiebigen Regenfällen im Sommer. Die jährliche Niederschlagsmenge beträgt 800 bis 900 Millimeter. Im Dezember und Januar kann es Frost geben. Im Verbreitungsgebiet befinden sich vereinzelte erloschene Vulkane und der Untergrund ist meist vulkanischem Ursprungs. Die Unterart bildet offenes Waldland und manchmal auch dichte Reinbestände, sie wächst jedoch meist zusammen mit dem Alligator-Wacholder (Juniperus deppeana) und Juniperus flaccida. Manchmal findet man sich auch zusammen mit Pinus pseudostrobus oder mit verschiedenen Eichenarten (Quercus spp.). Man findet sie jedoch nicht zusammen mit Vertretern der Unterart Pinus cembroides subsp. cembroides.
In der Roten Liste der IUCN ist die Unterart als stark gefährdet („Endangered“) gelistet. Das Verbreitungsgebiet ist klein und liegt in einer Gegend, in dem sich Landwirtschaftsflächen ausbreiten und die Waldgebiete zurückdrängen. Daher gibt es einen stetigen Rückgang der Bestände zumindest in Teilen des Verbreitungsgebiets. Zusätzlich fehlen Schutzbestimmungen für das Gebiet, in dem die Bestände vorkommen.
Die Unterart wurde 1983 von Dana K. Bailey erstbeschrieben. John Silba ordnete ihr 1990 als Pinus cembroides var. orizabensis (D.K.Bailey) Silba nur den Status einer Varietät zu. 1992 wurde sie auch als eigene Art Pinus orizabensis (D.K.Bailey) D.K.Bailey & Hawksw. beschrieben. Die beiden letzten Einstufungen sind jedoch nicht anerkannt, die Namen sind Synonyme.

## Verwendung
Pinus cembroides hat in Mexiko wegen der essbaren Samen eine große wirtschaftliche Bedeutung. Die Samen werden regelmäßig im Herbst, wenn sich die Zapfen öffnen, geerntet und vermarktet. Sie enthalten etwa 15 Prozent Protein, 62 Prozent Fett und 17 Prozent Kohlenhydrate. Sie haben damit einen vergleichsweise hohen Proteingehalt. Sie werden roh gegessen, geröstet, gemahlen, um aus dem Mehl Brot oder Kuchen zu backen, oder zu einer Erdnussbutter ähnlichen Creme weiterverarbeitet.
Aufgrund ihres geringen Höhenwuchs und der vielen Äste hat das Holz nur eine geringe Bedeutung. Es wird für Schreinerarbeiten verwendet, oder als Feuerholz in Gebieten, in denen keine anderen Kiefernarten vorkommen. Aufgrund der guten Anpassung an das semiaride Klima und die weite Verbreitung wird sie als Erosionsschutz oder auch als Schattenbaum in der Landwirtschaft verwendet. Sie wird selten in Gärten und Parks gepflanzt, jedoch in den Vereinigten Staaten für die Landschaftspflege eingesetzt. Sonst findet man sie meist nur in Arboreten und botanischen Gärten.